# Goryphus elegans
Goryphus elegans är en stekelart som först beskrevs av Smith 1858.  Goryphus elegans ingår i släktet Goryphus och familjen brokparasitsteklar. Inga underarter finns listade i Catalogue of Life.